# Domkapitel Münster
Das Domkapitel Münster ist eine geistliche Korporation am St.-Paulus-Dom in Münster. Sie stammt aus dem 792/793 gegründeten Kloster, das 799 Bischofssitz wurde und das Domkapitel St. Paulus bildete.

## Bedeutung

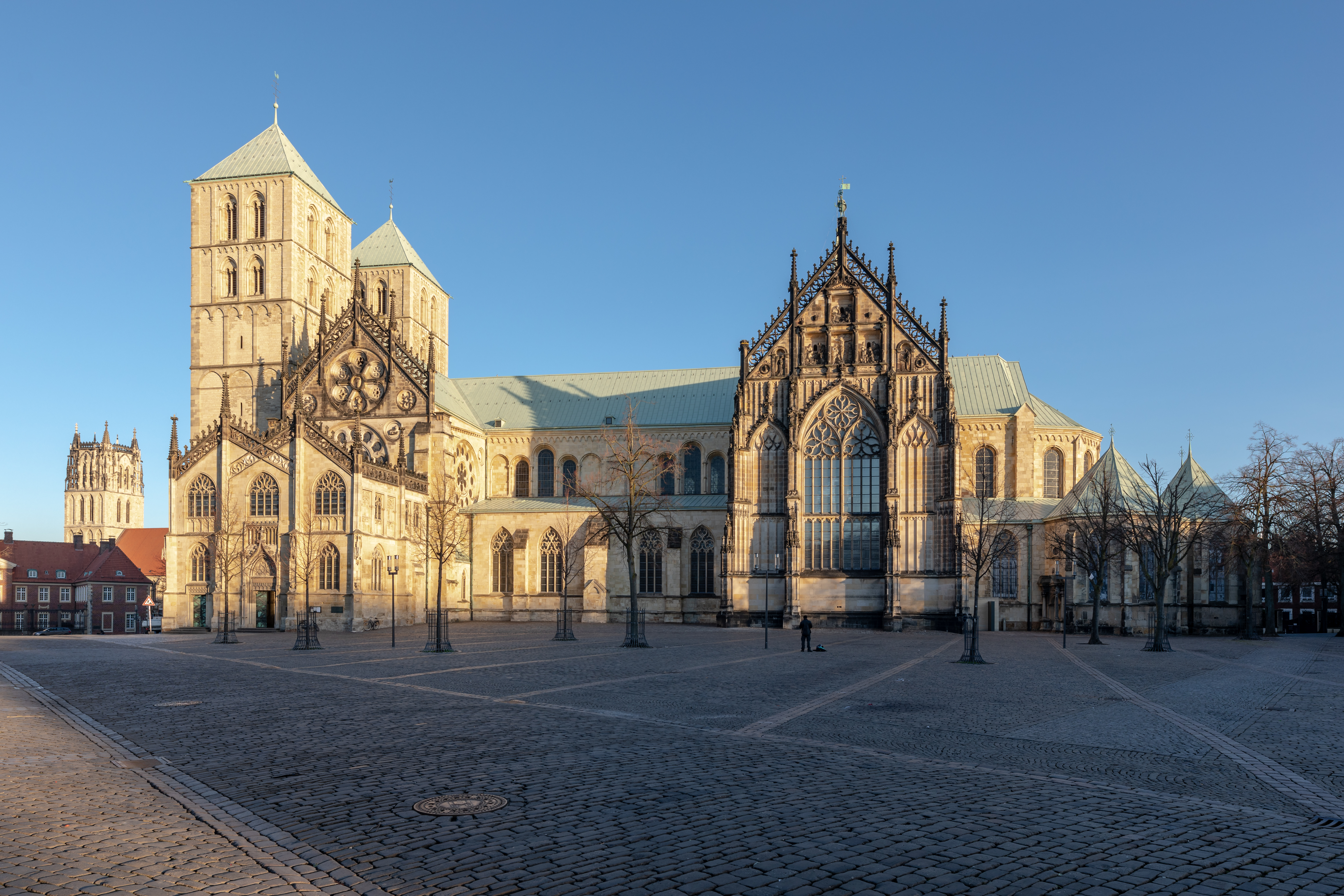
Domplatz und St.-Paulus-Dom in Münster (Foto: 2019)

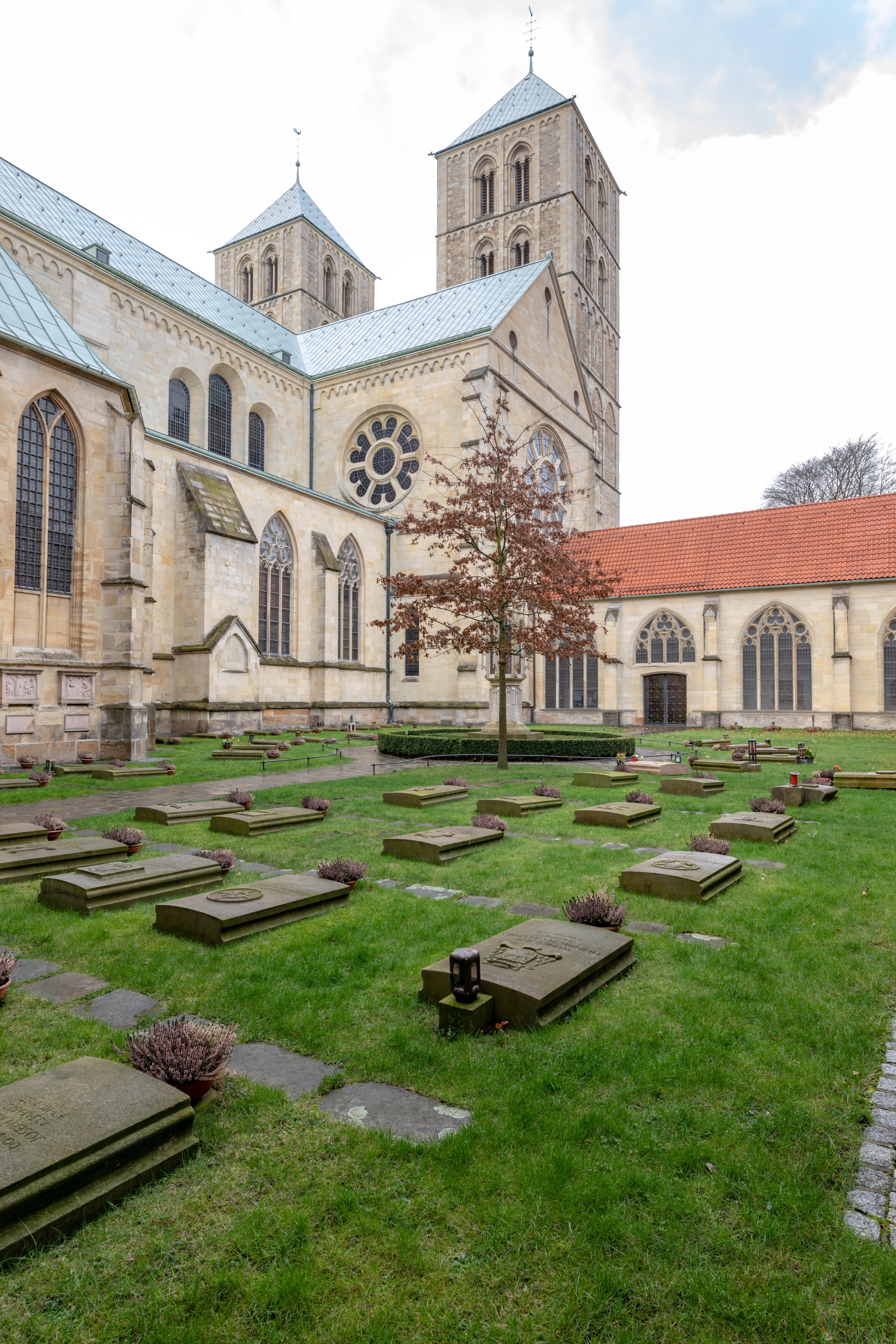
Domherrenfriedhof im Hof des Kreuzgangs des St. Paulus-Doms (Foto: 2019)

Da die Ländereien des Klosters im Besitz des Domkapitels verblieben waren, behielt es beträchtlichen Grundbesitz, Gerichtsrechte wie auch die Aufsicht über die geistliche Gerichtsbarkeit in den meisten Archidiakonaten des Bistums Münster und wurde zum führenden Stand im Hochstift Münster, der die Macht des Bischofs einzuschränken wusste. Das Klosterleben verschwand, die Mitglieder des Domkapitels wurden Domherren, die in ihrer Kurie am Domhof residierten. Das Domkapitels wurde zu einer Versorgungsanstalt für nachgeborene Söhne des Stiftsadels und verweltlichte. Mit der preußischen Besetzung 1802 verlor es einen Großteil seiner Bedeutung und wurde 1806 in seiner alten Form aufgelöst. Auf gänzlich veränderter Grundlage ohne weltliche Macht und Besitz wurde es später als Gemeinschaft von Geistlichen wiederhergestellt, die heute den Dom verwaltet, den Bischof wählt und berät.

## Geschichte

### Gründung
792/793 beauftragte Karl der Große den Missionar Liudger, auf dem Hügel an der Furt Mimigernaford über die Münstersche Aa ein honestum monasterium sub regula canonica famulatium zu errichten. Er übereignete dem Kloster seine Besitzungen, ehemals sächsischen Güter, die während der Sachsenkriege in königliche Hand übergegangen waren: den Bispinghof und den Brockhof, denen als zentralen Oberhöfe weitere Bauernhöfe in einem Radius von 15 bis 30 km Entfernung zugehörten.
Liudger leitete als Abt das Monasterium, von dem der Name Münster (Kirche) stammt. Die Ordensgemeinschaft lebte vermutlich zunächst nach der Regel des heiligen Benedikt und kultivierte im Gegensatz zu Liudger, der weiter als Missionar unterwegs war, das Land.
799 untergliederte Karl der Große das sächsische Gebiet in Bistümer und erklärte Münster zum Bischofssitz. Nach Gründung des Klosters Werden trat Liudger 804 in Münster das Bischofsamt an. Das Domkloster und die Klosterkirche blieben zunächst bestehen. Sie wurden nicht in ein Domkapitel und eine Kathedrale umgewandelt. Während die Klosterkirche dem heiligen Paulus geweiht blieb, unterstand sie als Bischofssitz dem Patrozinium des heiligen Salvator und der Jungfrau Maria. Welcher Lebensweise die Kanoniker des Domkapitels der Kathedrale folgten, das ist nicht bekannt.

### Früh- und Hochmittelalter
Das gemeinsame Leben von Bischof und Kapitelmitgliedern spielte schon bald keine Rolle mehr, weil die Bischöfe häufig außerhalb Münsters weilten. Da der karolingische Dom zugleich Stiftskirche war, übernahmen die ihr dienenden Mönche des Klosters die Regel des heiligen Chrodegangs. Das Kapitel des Paulusklosters als auch der Kathedrale hielten am gemeinsamen Leben, der Vita communis, fest und bildeten eine Rechtseinheit, die ecclesia Mimigernafordensis. Im 9. Jahrhundert begann in einem längeren Prozess die Vermögensgemeinschaft von Bischof und Kapitel auseinanderzutreten. Erkennbar ist dies zur Zeit Bischofs Wolfhelm (Ende des 9. Jahrhunderts). Die Hintergründe für diese Entfremdung sind unklar. Möglicherweise spielten dabei Konkurrenzkämpfe zwischen rivalisierenden Adelsgeschlechtern eine Rolle.
Die Aufteilung des Vermögens zwischen Bischof und Domkapitel erfolgte nach üblichem Brauch dergestalt, dass von zwei nebeneinanderliegenden Höfen der eine dem Bischof und der andere dem Domkapitel zugeschlagen wurde. Auch die Domburg wurde in dieser Weise geteilt. Der östliche Bereich gehörte dem Domkapitel und der übrige dem Bischof. Auch die frühere Marienkathedrale fiel in den Zuständigkeitsbereich des Bischofs. Die Vermögensaufteilung war ein Prozess von mehreren Jahrzehnten, war konfliktreich und fand insbesondere in der Zeit des Bischofs Swidger (Anfang des 11. Jahrhunderts) statt.
Manifest wurde die Trennung von Bischof und Kapitel durch den Bau des Bischofspalastes gegen Ende des 10. Jahrhunderts wahrscheinlich in der Zeit Bischofs Dodo. Durch den Bau wurden auch Veränderungen an den bisherigen Gebäuden nötig. Der Kreuzgang wurde nach Osten verschoben und die anderen Gebäude etwa das Dormitorium wurden verkleinert. In etwa in dieser Zeit begann sich allmählich auch das Gemeinschaftsleben der Kanoniker zu lockern und aufzulösen. Dies gilt zunächst wohl für den Dompropst. Zur Zeit Dodos wurden die beiden noch nebeneinander bestehenden Klerikergemeinschaften der Pauluskirche und der Marienkirche endgültig in der Pauluskirche vereinigt. Seither fand in der alten Kathedrale aus der Zeit Liudgers kein Chorgebet mehr statt. Allerdings diente sie zunächst weiter zur Bestattung der Bischöfe.
Gewisse Tendenzen zur Verweltlichung der Kanoniker und ein Nachlassen etwa des Besuchs des Chorgebets zeigten sich zu Beginn des 11. Jahrhunderts. Der Trend war beim Domkapitel stärker ausgeprägt als bei den Bischöfen. Durch den Bevölkerungsanstieg in der Siedlung Münster entstanden neben dem Dom seit dem 11. Jahrhundert weitere Pfarreien. Als erstes entstanden das Domkapitel und Pfarrei Überwasser. Es folgten St. Mauritz und andere. Bischof Burchard von Holte (1098–1118) gründete im alten Dom ein Kollegiatkapitel, dass in enger Verbundenheit zum Domkapitel stand. Die Propstei der neuen Gemeinschaft hatte stets ein Domherr inne.
Die erste in Münster bezeugte Bischofswahl durch das Domkapitel war die von Dietrichs II. von Winzenburg (1118–1127). Zuvor waren die Bischöfe wahrscheinlich alle vom König eingesetzt worden. Ein Kalkül der Domherren war, mit dieser Wahl sich der päpstlichen Partei im Investiturstreit anzunähern. Heinrich V. vertrieb 1119 den Bischof aus der Stadt. Lothar von Süpplingenburg und Hermann von Winzenburg eroberten 1121 Münster, um Dietrich wieder einzusetzen. Dabei geriet die gesamte Stadt mit Domburg und Kathedrale in Brand. Eine Folge war als Sühne die Gründung des Klosters Cappenberg durch die Grafen von Cappenberg. Der Brand bedeutete das Ende der Siedlung in der Domburg. Seither stand der Bereich ausschließlich dem Bischof und dem Domkapitel zu. Möglicherweise begann danach der Bau von Domherrenkurien und die Gründung eigener Haushaltungen der Domherren.

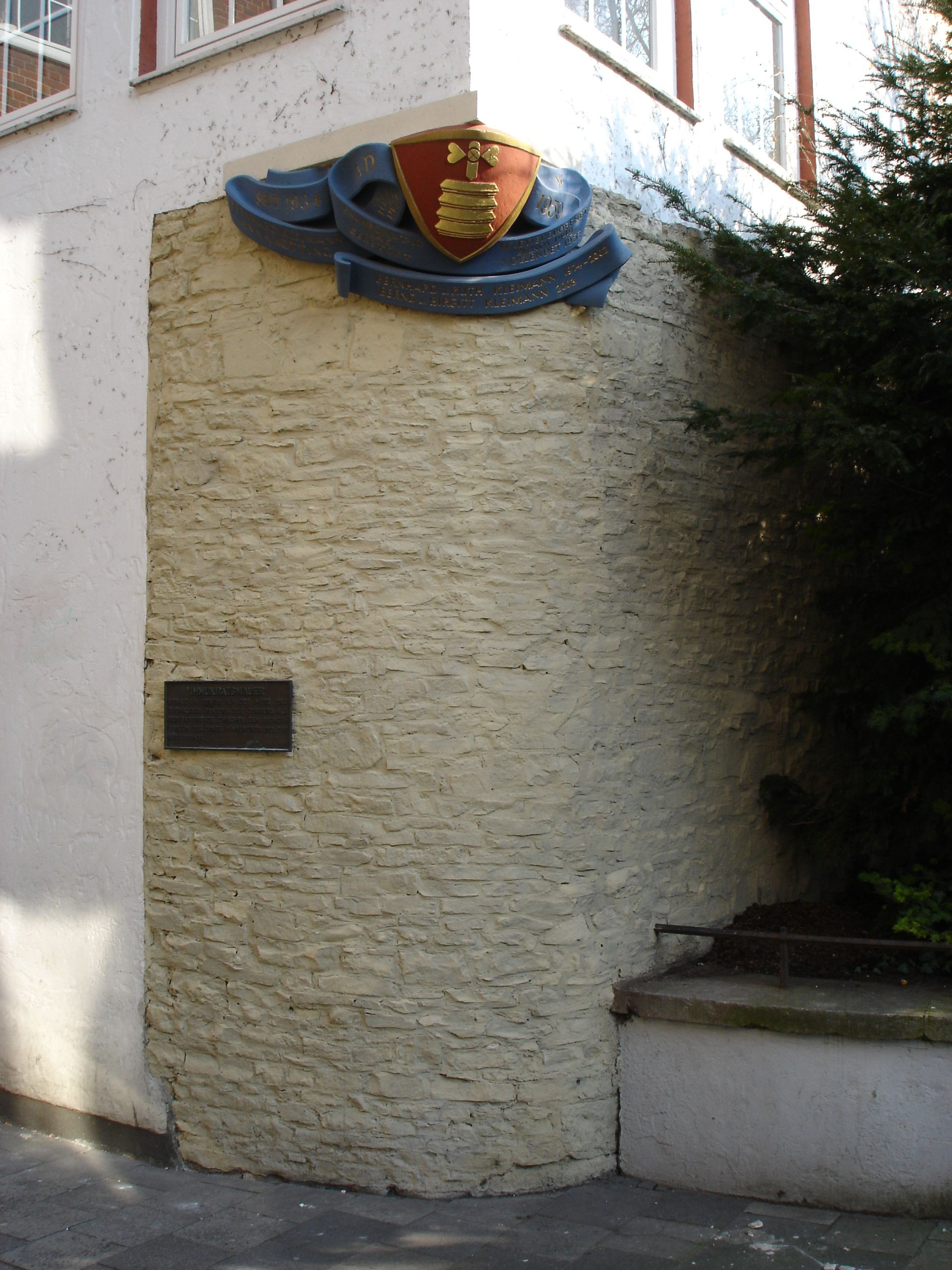
Rest der Immunitätsmauer am Domhof

Mit dem Wormser Konkordat von 1122 wurden den Domkapiteln die freie Bischofswahl zugesichert. Dies war eine der Grundlagen, auf deren Basis die Domkapitel zum ersten und führenden Stand in den späteren geistlichen Territorien aufsteigen konnten. Zur Zeit Ludwig von Wippras wurde 1173 die Vogtei von den Grafen von Tecklenburg erworben. Diese betraf sowohl das bischöfliche wie das domkapitularische Vermögen. In dieser Zeit stritt das Domkapitel mit den Bürgern der Stadt über die Grenzen des Immunitätsbezirks. Der Streit wurde vom Bischof geschlichtet. Bischof Hermann von Katzenelnbogen beteiligte sich am Dombau. Er hat auch das Kloster St. Aegidii und die Kollegiatstifte St. Ludgeri und St. Martini gegründet. Die Neugründungen waren mit Pfarrbezirken versehen, die von der Dompfarre abgeteilt wurden.
Im Jahr 1193 wurden auch die Archidiakonate im Bistum neu geregelt. Die meisten von ihnen waren seither in der Hand von Domherren. Damit hatten diese und nicht mehr der Bischof das unmittelbare geistliche Aufsichtsrecht. Der Bischof war im Wesentlichen auf den weltlichen Bereich verwiesen. Mit dem Ende des gemeinsamen Mahles verschwand im 13. Jahrhundert der letzte Rest des Gemeinschaftslebens der Domherren.

### Spätmittelalter
Die Zahl der Präbenden stieg von zwölf auf mehr als das Doppelte. Es gab zwölf canonici maiores („Weizenbank“) und zwölf canonici minores („Gerstenbank“). Hinzu kamen der Propst und zwölf Knabenpräbenden. Die Zugehörigkeit zu einer der drei Gruppen richtete sich nach der Zugehörigkeit zum Kapitel. Das Recht der Verleihung der Präbenden war um diese Zeit bereits vom Bischof auf das Kapitel übergegangen. Das Domkapitel verlieh auch weltliche Ämter, wie z. B. das Erbamt eines Drosten, das der Ritter Engelbert von Deckenbrock (1266–1298) und nach ihm sein Sohn und sein Enkel innehatte und das später namensgebend für seine Familie, die Droste zu Hülshoff wurde. Sozial grenzte sich das Domkapitel immer stärker zuletzt 1392/99 gegen nichtadelige Mitglieder ab. Durch ein bestimmtes Verfahren sicherten sich die Familien des Stiftsadels die Besetzung zu.
Das münstersche Schisma seit 1272 und die damit verbundenen kriegerischen Auseinandersetzungen und der Streit des Kapitels mit dem Dompropst verschlechterten die wirtschaftliche Lage. Diese wurde Mitte des 14. Jahrhunderts durch die Auswirkungen der Pest und die Umstellung auf die Geldwirtschaft noch verstärkt. Der Kauf und Tausch sowie die Häufung der Pfründen griffen immer mehr um sich. Die Kapitulare vernachlässigen ihre geistlichen Pflichten und insbesondere das Chorgebet. Die meisten Domherren verzichteten auf die höheren Weihen. Da die Domherren nicht willig und fähig zu gottesdienstlichen Handlungen waren, nahm die Zahl der Domvikare zu. Erstmals 1225 ist eine solche Position in Münster nachweisbar. Die den Domherren unterstellten Kirchen in Billerbeck, Stadtlohn, Beckum und Warendorf wurden von Stellvertretern betreut. Ähnliches gilt auch für die Verwaltung der Archidiakonate.
Wie selbstbewusst das Kapitel mittlerweile war, zeigt der Prozess und die Absetzung des Bischofs Otto von Rietberg. Dieser starb 1308 in Avignon. Die Wahl von dessen Nachfolger Konrad von Berg wurde von Clemens V. für unkanonisch erklärt. Er beanspruchte die Neubesetzung für sich. Aus Protest verzichtete das Domkapitel auf einen eigenen Vorschlag. Der Papst ernannte Ludwig von Hessen. Dennoch vollzog sich sein Amtsbeginn problemlos. Zu ersten Konflikten mit dem Domkapitel kam es, als der Bischof versuchte, eigene Verwandte in ihm unterzubringen. Es folgte Streitigkeiten um verschiedene Besetzung geistlicher Ämter. Dabei setzte sich der Bischof meist durch. Vor diesem Hintergrund gab sich das Kapitel 1313 erstmals grundlegende Statuten.
Diese konnten weitere Konflikte etwa um Gelder nicht verhindern. Längere Zeit hatte das Kapitel die Schuldenpolitik des Bischofs hingenommen, teilweise weil so über Verpfändungen bischöfliche Güter an das Kapitel kamen. Auf längere Sicht war die Verschuldung nicht mehr tragbar. Der Bischof wurde gezwungen, einem Rat aus 42 Personen als Kontrollgremium zuzustimmen. Dem gehörten auch führende Domherren an. Am konfliktträchtigen Verhältnis zwischen Bischof und Kapitel änderte sich nichts. Ein vom Domkapitel beim Erzbischof von Köln angestrengter Prozess, bei dem auch Gutachten der Sorbonne eingeholt wurden, endete mit einem Sieg des Domkapitels. Auch mahnende Worte halfen nichts. Der Bischof hat erneut mit der Bevorzugung eines Verwandten das Kapitel gegen sich aufgebracht. Auch in der Folge gerieten Kapitel und Bischof mehrfach aneinander. Sein Tod kam einer Absetzung möglicherweise zuvor.
Die Streitigkeiten des Domkapitels mit dem Dompropst endeten erst 1370. Dabei verlor der Dompropst seine bisherige Position als oberster Dignitär. Diese Position übernahm der Domdechant. Die Angehörigen des Domkapitels genossen eine rechtliche Immunität. Dazu zählten nicht nur die Domherren, sondern auch die zugehörigen Geistlichen, Bedienten und zunehmend auch die abhängigen Bauern oder Wachszinsigen. Konflikte mit den weltlichen Gerichten waren vorgezeichnet. Die Rechtsprechung im Immunitätsbereich übte der Domdechant aus. Im Übrigen war es dem Domkapitel im 14. Jahrhundert gelungen, mehrere Gogerichte an sich zu bringen, die sie von weltlichen Richtern verwalten ließ. Bei Streitigkeiten innerhalb der Gemeinschaft sollte möglichst kein auswärtiges Gericht eingeschaltet werden. Bei tatsächlich tiefgreifenden Konflikten halfen Festschreibungen in sogenannten Unionen nicht Streitigkeiten innerhalb des Gremiums auszutragen. Notfalls wandte sich eben ein Teil an den Kölner Erzbischof oder gar die Rota in Rom. Die Gefahr insbesondere bei der Einschaltung der Kurie in Rom bestand darin, dass bestimmte Rechte etwa hinsichtlich der Vergabe von Präbenden verloren gehen konnten.
In der Münsterschen Stiftsfehde um die Besetzung des Bischofsamtes zwischen 1450 und 1457 spielte das Domkapitel eine zwiespältige Rolle. Die Stadt Münster lehnte Walram von Moers ab und sie war maßgeblich daran beteiligt, dass Johann von Hoya das Amt eines Stiftsverwesers bekam. Einige Domherren waren zuvor von Erzbischof Dietrich von Moers mit erheblichen Geldsummen dazu gebracht worden, seinen Bruder zu wählen. Bei dem Wahlakt, der in Dülmen stattfand, ist wohl nicht alles korrekt verlaufen. Dem Protest der Stadt schlossen sich auch 13 Domherren und andere Geistliche an. Der Papst machte die Sache noch komplizierter, als er erklärte, dass er unmittelbar nach dem Tod des letzten Bischofs von seinem Reservationsrecht Gebrauch gemacht hätte. Ob dieses rechtmäßig war, war nach der Aufhebung aller päpstlichen Reservationen durch das Konzil strittig. Vor dieser juristischen Gemengelage entschloss sich das Domkapitel dem Papst nun um die Bestätigung von Erich von Hoya, einen Bruder von Johann von Hoya, zu bitten. Damit hatte es keinen Erfolg und die Mehrheit unterstützte wieder Walram von Moers. Der andere Teil blieb bei der kritischen Haltung. Walram von Moers hat nach dem offenen Kriegsausbruch zahlreiche Geistliche darunter viele Domvikare mit dem Bann belegt. Die Folgen der Kämpfe selbst hatten schwere wirtschaftliche Nachteile für das Domkapitel zur Folge. Der Tod Walrams 1456 schien ein Ende des Konflikts zu ermöglichen. Die beiden auf Seiten von Erich von Hoya verbliebenen Domherren luden die übrigen Mitglieder des Kapitels zur Wahl ein. Als von diesen niemand erschien, postulierten sie Erich von Hoya zum Bischof. Gestützt wurden sie dabei von der Stadt Münster und weiterer Städte. Die übrigen Mitglieder des Domkapitels postulierten dagegen Konrad von Diepholz. Papst Calixt III. beendete den Streit, indem er keinen der beiden Anwärter anerkannte, sondern 1457 Johann von Pfalz-Simmern ernannte.
In den folgenden Jahrzehnten machte sich die religiöse Reformbewegung der Devotio moderna im Kapitel nicht bemerkbar. Einen gewissen Einfluss begann der Humanismus zu gewinnen. Zu nennen ist Rudolf Langen und seine Reform der Domschule.

### Frühe Neuzeit
Zur Zeit der Täufer mussten die Geistlichen 1532 aus der Stadt fliehen. Kapitel und Ritterschaft boten Verhandlungen in Telgte an, aber die Täufer nutzten die Gelegenheit zu einem Überfall und die Gefangennahme auch einiger Domherren. Der Dom erlebte 1534 einen Bildersturm und auch das Haus des Domkapitels wurde verwüstet. In den Domkurien wohnten täuferische Familien und ein Haus bewohnte der König Jan van Leiden. Nach dem Ende der Täuferherrschaft mussten Dom, Kapellen und sonstige Gebäude wiederhergestellt werden. Nachdem zunächst noch in der Stadt Münster das evangelische Bekenntnis, das vor der Täuferherrschaft eingeführt worden war, gelten sollte, kam es 1535 praktisch zur Wiederherstellung des Katholizismus in der Stadt. Das Vermögen des Domkapitels wurde wiederhergestellt. Auch durch zahlreiche Spenden ermöglicht, konnte der Dom 1537 neu geweiht werden. Der Versuch des Bischofs Franz von Waldeck einige Jahre später im gesamten Hochstift Münster die Reformation einzuführen, scheiterte am Widerstand der Domherren, die dem Bischof mit der Absetzung drohten. Im Domkapitel selbst nahm die Zahl der Protestanten auch in der Spielart des Calvinismus indes zu. Das Augsburger Interim von 1548, dass das Abendmahl in beiderlei Gestalt und die Priesterehe erlaubte, führte dazu, dass zahlreiche Domherren ihre Konkubinen nicht mehr versteckten. Auch die folgenden Bischöfe gingen den Protestantismus im Domkapitel nicht wirklich vor.

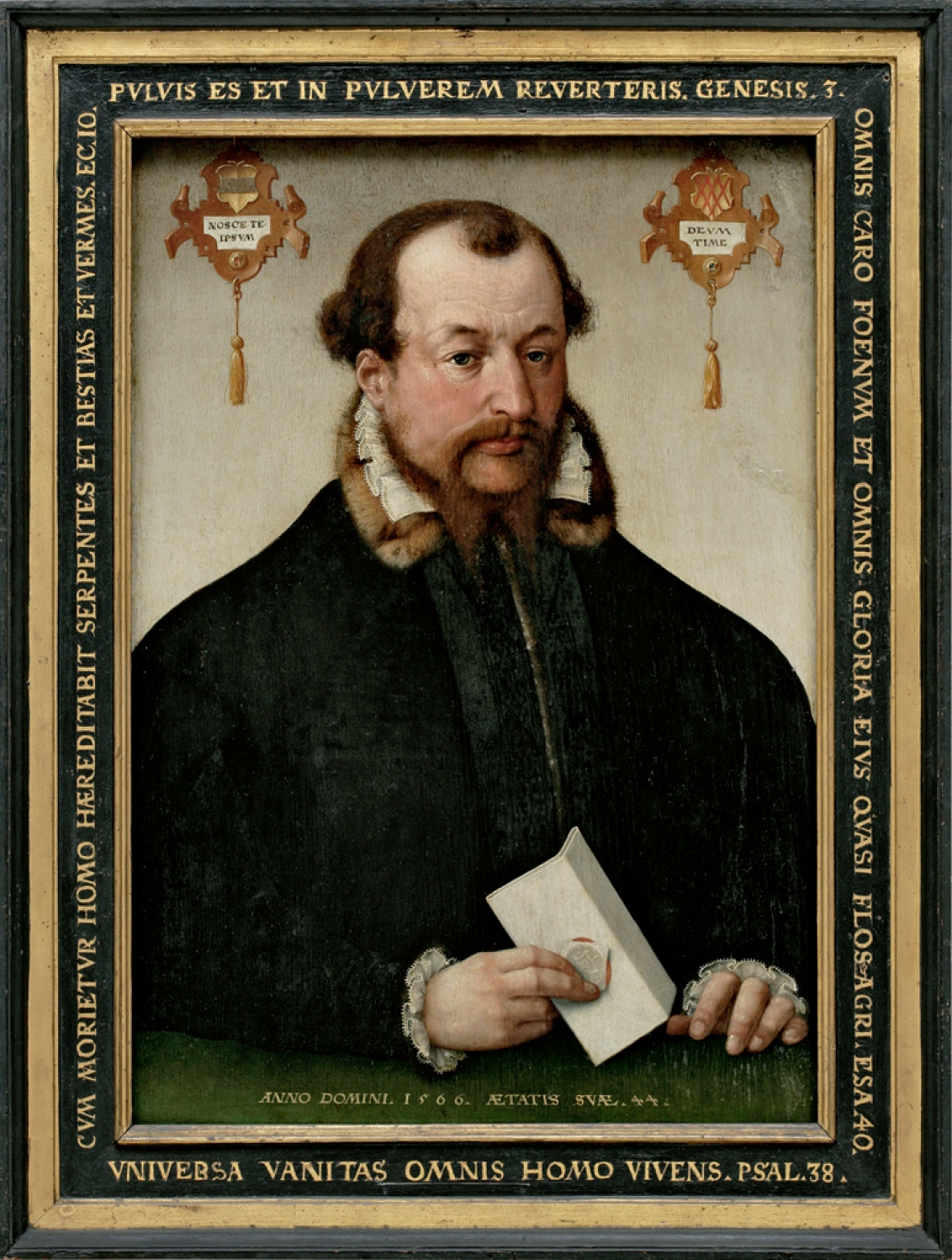
Gottfried von Raesfeld war einer der bedeutendsten Domdechanten nach der Reformation (Gemälde von Hermann tom Ring aus dem Jahr 1566)

Bei der Nachfolge des Bischofs Johann von Hoya standen sich im Domkapitel 1575 eine katholische und eine protestantische Partei gegenüber. Auf katholischer Seite kandidierte Ernst von Bayern und auf protestantischer Heinrich von Sachsen-Lauenburg. Zwölf der Domherren galten als Vertreter der katholischen und 16 der protestantischen Seite. Die älteren Domherren und Dignitäre standen dabei meist auf katholischer Seite, die Jüngeren auf protestantischer. Da die Älteren ein gewichtigeres Stimmrecht beanspruchten, erwies sich die Wahl als schwierig. Ein erster Wahlgang führte wie auch ein zweiter 1577 zu keinem Ergebnis. Der Papst ernannte Johann Wilhelm von Kleve zum Administrator und missachtete damit die Rechte des Kaisers. Zu einem dritten Wahlgang sollte es 1580 kommen. Am Wahltag besetzte der protestantische Kandidat mit Hilfe niederländischer Truppen Münster und die Wahl konnte wieder nicht stattfinden. Die Regierung übernahm eine Statthalterschaft, der Mitglieder aus der Ritterschaft und Domherren angehörten. Der Erfolg Ernst von Bayern, der inzwischen Kurfürst von Köln war, gegen seinen abtrünnigen Vorgänger Gebhard von Waldburg änderte die Situation. Ernst von Bayern hatte inzwischen eine übermächtige Position, während die Protestanten unter sich zerstritten waren. So kam es endlich 1585 zur Postulation von Ernst von Bayern auch zum Bischof von Münster.
Aus Sorge um ein Eingreifen der Niederlande überließ er die Regierung weiter der Statthalterschaft. Die Konflikte zwischen dem katholischen und evangelischen Lager hielten an. Die Domdechanten konnten oder wollten nicht gegen Missstände wie Konkubinate einiger Domherren einschreiten. Auch Mahnungen zu regelmäßigen Gottesdiensten und einem gesitteten Leben blieben wirkungslos. Viele Domherren erachteten Pfründenhäufig, die Vernachlässigung der Residenzpflicht und Konkubinate für ein ihnen zustehendes Gewohnheitsrecht. Präbenden wurden Mittel der Familienpolitik des Stiftsadels. Das Domkapitel war sich in dieser Hinsicht einig und wehrte Reformversuche, die etwa von den Generalvikaren ausgingen ab. Das Kapitel hatte sich schon 1569 ein neues Statut gegeben, dass versuchte einige Missstände abzuschaffen, ohne dass sich etwas grundsätzliches änderte.

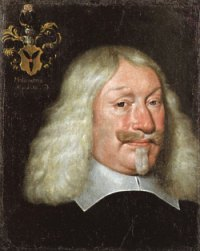
Bernhard von Mallinckrodt war Domdechant und exkommuniziert.

Die katholische Reform und Gegenreformation wurden so weniger vom Domkapitel als vielmehr von den Jesuiten getragen. Diesen wurde die Domschule von Bischof Ernst übertragen. Anfänglich gab es noch Gegner der Jesuiten im Domkapitel, aber auf Dauer setzte sich der neue Orden durch. Jüngere Domherren, die teils von Jesuiten erzogen worden waren oder am Collegium Germanicum studiert hatten, brachten Ansätze der tridentinischen Reform auch ins Domkapitel. Auch trugen Visitationen durch eine Kommission dazu bei, der u. a. der bischöfliche Offizial Everwin von Droste zu Hülshoff angehörte. Die Konkubinate verschwanden im 17. Jahrhundert. Insgesamt dauerte es etwa hundert Jahre, ehe sich die Normen des Konzils von Trient durchgesetzt hatten. Dennoch hatte das Domkapitel keinen Anteil am geistlichen Leben. Unter Christoph Bernhard von Galen wurde die Kirchenorganisation verbessert und der Einfluss der Protestanten zurückgedrängt. Das Misstrauen der Domherren gegenüber den Reformansätzen war von Anfang an vorhanden. Zu den Veränderungen im Zuge der katholischen Reform gehörte auch, dass die Domherren ein Studium nachweisen mussten. Ihre Leistungen ließen indes häufig zu wünschen übrig. Einen akademischen Grad erreichten nur wenige. Kaum die Hälfte der Domherren war zu Priestern geweiht. Weiterhin gab es Pfründenhäufungen und die Domherren umgingen häufig die Residenzpflicht. Wie sehr aus diesen Gründen die Zugehörigkeit zum Domkapitel im Adel begehrt war, zeigt der Erbmännerstreit um die Zugangsvoraussetzungen, der fast 200 Jahre lang über alle geistlichen und weltlichen Instanzen ausgefochten wurde.
Unter Christoph Bernhard von Galen musste das Kapitel zeitweise einige Einschränkungen seiner Rechte hinnehmen. Er versuchte auch einen stärkeren Einfluss auf die Zusammensetzung der Domherren zu nehmen. Zwischen beiden Seiten kam es mehrfach zum Konflikt. Dies gilt insbesondere für die Wahl eines Koadjutors im Jahr 1667. Die Mehrheit des Kapitels und auch der Bischof neigte dem Bischof von Paderborn Ferdinand von Fürstenberg zu. Eine Minderheit um den Domdechanten Jobst Edmund von Brabeck sprach sich für den Kölner Kurfürsten Maximilian Heinrich von Bayern aus. Als es Brabeck gelang, verschiedene weitere Domherren auf seine Seite zu bringen, antwortete der Bischof mit der Suspendierung einiger Mitglieder des Domkapitels. Beide Gruppen postulierten ihren Kandidaten zum Koadjutor und wandten sich an den Papst. Dieser sprach sich für von Fürstenberg aus, befahl aber auch die Suspendierungen zurückzunehmen. Der Bischof fügte sich, ging aber nun weiter gegen von Brabeck vor, dem er Hochverrat vorwarf. Er soll zusammen mit Dietrich von Landsberg Angriffe auf Münster und Warendorf geplant haben, um den Bischof gefangen zu nehmen. Brabeck wurde seines Amtes enthoben, weil er angeblich seiner Residenzpflicht nicht nachgekommen sei. Insgesamt gelang es den Bischof die Rechte der Landstände und damit insbesondere auch des Domkapitels in politischer Hinsicht einzuschränken. So wurde das Steuerbewilligungsrecht der Stände ausgehebelt. Auch fanden die Kriegserklärungen an die Niederlande ohne Berücksichtigung des Domkapitels statt. Wirklichen Widerstand leistete es aber nicht.

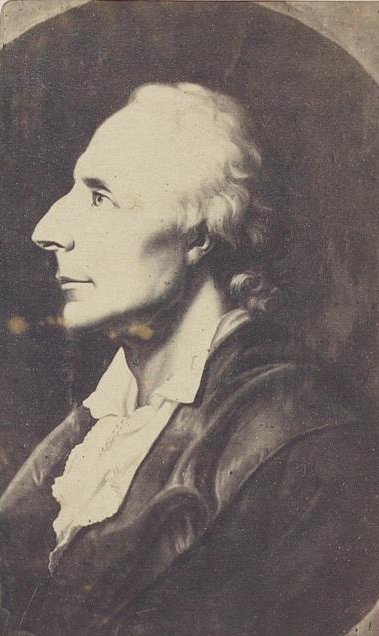
Franz von Fürstenberg war Domherr und einer der bedeutendsten Staatsmänner des Hochstifts Münster

Unter Ferdinand von Fürstenberg änderte sich die Situation deutlich. Er nahm die ihm vom Domkapitel vorgelegte Wahlkapitulation unverändert an. Die eigentliche Macht im Hochstift lag damit bei den Ständen und somit insbesondere beim Domkapitel. Die Wahlkapitulation von 1678 wurde in ähnlicher Form auch bei dem Amtsantritt der folgenden Bischöfe vorgelegt und bildete damit eine Art Grundgesetz bis zum Ende des Fürstbistums. Im 18. Jahrhundert war die Position des Domkapitels weitgehend gefestigt. Bemerkenswert ist die Parteibildung innerhalb des Kapitels. Diese gruppierten sich um einige große Familien des nordwestdeutschen Stiftsadels insbesondere um die von Plettenberg, Wolff-Metternich und von Fürstenberg. Einen großen Teil dieser Zeit existierte eine Personalunion der Bischöfe von Münster Köln. Durch die Abwesenheit des Landesherren konnte das Domkapitel oder einige seiner Mitglieder einen größeren politischen Einfluss erlangen. Dies wurde auch dadurch erleichtert, dass sie auch Spitzenämter in Justiz und weltlicher Verwaltung einnahmen. Der bedeutendste Politiker aus den Reihen des Domkapitels war Franz von Fürstenberg.

### Säkularisation
Nach dem Friede von Lunéville wurde die Gefahr einer Säkularisation des Hochstifts zu Gunsten Preußens eine akute Gefahr. Daran hatte das Domkapitel verständlicherweise kein Interesse. Nach dem Tod von Maximilian Franz von Österreich wählte es rasch Anton Viktor von Österreich zum Nachfolger. Preußen erklärte, dass es die Wahl als ungültig ansehen würde. Die Unterstützung aus Wien blieb aus und der neue Bischof trat sein Amt nicht an. Mit der preußischen Besetzung endete 1802 die Geschichte des Hochstifts Münster. Unmittelbar danach ordnete die neue preußische Regierung eine Aufnahme des Vermögens des Domkapitels an. In seiner bisherigen Form wurde es 1806 aufgelöst. Nach dem vorläufigen Ende der preußischen Herrschaft und der Besetzung durch das napoleonische Königreich Holland nahm es seine alte Stellung wieder ein, ehe es 1811 nach der Angliederung an das Kaiserreich Frankreich aufgelöst und das Vermögen eingezogen wurde. Napoleon setzte 1812 ein neues Domkapitel ein. In dieses wurden nur Priester aufgenommen. Dignitäre gab es nicht mehr und die ständische Abgrenzung bestand ebenfalls nicht mehr. Im Jahr 1825 folgte eine völlige Neuorganisation.

## Innere Verfassung

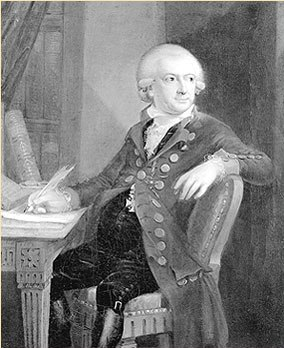
Bildnis von Engelbert Anton von Wrede aus dem Jahr 1791 in weltlicher Kleidung. Nur das Domherrenkreuz weist auf seinen Stand hin

### Statuten
Geregelt wurde das Leben des Kapitels durch geschriebene Statuten und Gewohnheiten. Später wurden auch diese schriftlich fixiert. Obwohl der Bischof theoretisch das Recht hatte, dem Kapitel Satzungen zu geben, haben sie davon keinen Gebrauch gemacht. Er erteilte allerdings meist seine Zustimmung bei schwerwiegenden Veränderungen. Die grundlegenden Artikel musste jeder Bischof bei Amtsantritt beeiden. Dasselbe galt für die neu eingetretenen Domherren. Der Inhalt war fast gänzlich auf weltliche Aspekte ausgerichtet. Hauptanliegen der Statuten war die Sicherung des Kapitelbesitzes. Verschiedentlich kam es zu Reformen der Statuten. Im Jahr 1577 wurde etwa auch versucht die Residenzpflicht und die geistlichen Verpflichtungen wieder mehr Anerkennung zu geben. Gegen Bedrohungen von außen schloss man sogenannte Unionen untereinander zum Schutz von Besitz und Rechten ab. Die älteste datiert 1300. Eine weitere bedeutende Union wurde auf Veranlassung des Domdechanten Bernhard von Mallinckrodt 1641 abgeschlossen. Sie verbot den Domherren Bündnisse mit Außenstehenden abzuschließen und forderte sie zu gemeinschaftlichen Handeln auf.

### Mitgliederzahl
Anfangs gehörten nach alter Tradition wohl zwölf Mitglieder dem Domkloster und später dem Kapitel an. Bereits um 1085 gab es 15 oder 16 Domherren. Auch wenn die genaue Zahl in den folgenden Jahrhunderten nicht überliefert ist, lässt sich doch feststellen, dass die Zahlen bis 1155 auf mindestens 21 Personen stark angestiegen waren. Um 1212 waren es etwa 33 Kanoniker, die in den Quellen auftauchen. Die Zahl der Präbenden dürfte 36 betragen haben. Diese Zahl scheint etwas später vom Papst festgeschrieben worden zu sein. Einige Zeit später wurden zwei Präbenden in vier Vikarstellen umgewidmet. Nach 1242 nahm die Zahl der Domherren ab. Im Jahr 1286 lassen sich nur 18 Domherren nachweisen. Danach nahm ihre Zahl wieder leicht zu. Nach dem Erlass der Statuten von 1313 lagen die Zahlen wieder zwischen 30 und 40 Kanonikern. Zeitweise gingen die Zahlen etwa als Folge der Pest wieder zurück, aber es gab auf Dauer nun vierzig Präbenden. Erhöht wurde sie im 17. Jahrhundert durch die Stiftung einer Präbende durch die Familie von Galen. Eine im 15. Jahrhundert bestehende zusätzliche Präbende war nicht von Dauer.

### Dignitäre und Ämter
Anfangs bildete auch in Münster der Dompropst das höchste Amt im Domkapitel. Dieser vertrat die Gemeinschaft nach außen und verwaltete die für die Präbenden verwandten Besitzungen. Ihre Eingriffe in das für die Präbenden gedachte Vermögen führten bis 1265 dazu, dass die Gefahr bestand, dass das Einkommen nicht mehr ausreichte. Der Grund war die schlechte finanzielle Ausstattung der Dompropstei. Ein eigenes Propsteigut entstand erst im 12. Jahrhundert. Zur Verbesserung der finanziellen Lage wurde ihr 1249 die wohlhabende Pfarrei Telgte inkorporiert. All dies half nichts und so erließ das Kapitel 1265 ein Statut, um das für die Finanzierung der Präbenden nötige Gut zu erhalten. Die Verwaltung des Besitzes übernahm im Auftrag des Propstes ein Kellner aus den Reihen der Domherren. Im Jahr 1340 wurde eine jährliche Rechnungslegung beschlossen, so dass das Kapitel seither das Finanzgebaren des Propstes besser kontrollieren konnte. Ganz verhindern konnte das Kapitel eigenmächtige Vermögenseingriffe der Pröpste aber nicht. Der Dompropst Everhard von Vechtorp wurde sogar abgesetzt und seine Anhänger exkommuniziert. Auch Otto von Bentheim hat Vermögenseingriffe vorgenommen, um seine persönlichen Schulden zu begleichen. Im Jahr 1370 hat daher das Kapitel die den Dompropst betreffenden Bestimmungen weiter verschärft. Insgesamt verlor die Dompropstei in der Folge ihre frühere Bedeutung. Die ersten Pröpste kamen aus dem edelfreien Adel. Später konnten auch Angehörige des Ritteradels diesen Posten bekleiden. Formell blieben die Pröpste die ersten Dignitäre. Die Päpste haben verschiedentlich insbesondere im 17. Jahrhundert letztlich vergeblich versucht, das Wahlrecht des Domkapitels für dieses Amt einzuschränken.
Seit der Entmachtung der Pröpste im 14. Jahrhundert stand in der Praxis der Domdechant an der Spitze. Das Amt gab es wahrscheinlich schon im 9. Jahrhundert. Der Inhaber hatte die Einhaltung der inneren Verfassung und der Gottesdienstordnung zu überwachen. Der Dechant hatte daher stets die Priesterweihe. Er hatte das Recht, Sitzungen des Domkapitels einzuberufen. Verweigerte er die Bestätigung eines Rechtsaktes, blieb dieser unwirksam. Auch er musste bei Übernahme des Amtes einen Eid ablegen. Er war zu ständiger Residenz verpflichtet, was aber nicht immer eingehalten wurde. Wegen seiner großen Pflichten stand dem Domdechanten eine doppelte Präbende zu. Er wurde vom Kapitel frei gewählt und musste vom Bischof bestätigt werden. Julius II. hat das Wahlrecht des Kapitels 1504 noch einmal bekräftigt. Die Kurie des Domdechanten lag ursprünglich im Osten des Domplatzes. Friedrich Christian von Plettenberg ließ 1687/88 in seiner Zeit als Domdechant eine neue Kurie erbauen, die heute bischöfliche Residenz ist.
Weitere Dignitäre waren der Domscholaster, der Domküster und der Vicedominus. Daneben gab es weitere Ämter wie den Domkantor, den Domkellner sowie den Dombursner. Keine Dignität oder Amt war die Position des Domseniors.

### Stellenbesetzung
Die Besetzung erledigter Domherrenstellen erfolgte zunächst einmal durch das Kapitel selbst. Nach einem bestimmten Turnus hatte jeweils einer der Domherren für etwa eine Woche das Vorschlagsrecht. Die Reihenfolge ergab sich aus dem Eintrittsalter. Dem Domdechanten stand ein doppelter Turnus zu. Ob ein vorgeschlagener Kandidat angenommen wurde, entschied das Kapitel. Dabei hatten die Dignitäre ein höheres Stimmgewicht. Neben dieser Art der Selbstergänzung hatten die Päpste ein Provisionsrecht. Ein erster nachgewiesener Fall fand 1281/85 zur Zeit von Martin V. statt. Seit dem Wiener Konkordat von 1448 beschränkte sich das Besetzungsrecht des Papstes auf ungerade Monate. Besonders zahlreich waren die Provisionen im 14. Jahrhundert. Nach dem Konkordat nahm die Zahl ab. Für die Zeit zwischen 1400 und 1588 schätzt man bei insgesamt 260 Domherren die Zahl der Provisionen auf 70–80.
Häufig besetzte das Kapitel die Stelle unmittelbar nach einer Vakanz neu. Dabei blieben nicht selten bereits erfolgte päpstliche Provisionen unberücksichtigt. Bischof Ferdinand von Bayern hatte vom Papst das Recht erhalten, in den päpstlichen Monaten die Stellen zu besetzen. Dasselbe gilt für Clemens August von Bayern, Maximilian Friedrich von Königsegg-Rothenfels und Maximilian Franz von Österreich. Um ein ähnliches Recht bewarb sich Christoph Bernhard von Galen vergeblich.
Grundsätzlich hatten die Könige bei Regierungsantritt das Recht der Stellenvergabe (preces primariae). Zuerst hat Heinrich VII. dies 1309 zu Gunsten von Ludwig von Hessen genutzt. Zur Zeit von Maximilian I. und Karl V. lassen sich mehrere Fälle nachweisen. Dabei waren die Bitten aber nur im Fall des Heinrich Vogt von Elspe erfolgreich. Zur Abweisung der Bitten führten meist die fehlenden Voraussetzungen der vom König Vorgeschlagenen. Die Besetzung der von der Familie von Galen gestifteten Präbende wurde von der Familie vorgenommen.
Die Mitgliedschaft endete mit dem Tod oder durch Resignation. Gründe konnten sein, die Annahme einer Präbende an einem anderen Domkapitel oder der Wunsch zu heiraten. Die Resignationen fanden stets in Monaten statt, in denen der Papst keine Provisionsrechte hatte. Grundsätzlich war der Verkauf von Stellen verboten, kam aber vor. Verboten war auch die Resignation zu Gunsten naher Verwandter. Diese kirchenrechtliche Vorschrift wurde aber kaum beachtet. Neben Tod und Resignation konnte auch ein Ausschluss erfolgen. Dies geschah aber nur sehr selten.

### Aufnahmebedingungen
Grundsätzlich war für die Aufnahme ins Domkapitel ein Alter von 20 Jahren vorgesehen. Davon gab es aber teilweise erhebliche Abweichungen. So trat Ferdinand Wilhelm von Bayern bereits mit 5 Jahren ein. Grundsätzlich war eine eheliche Geburt und körperliche Unversehrtheit eine Voraussetzung. Notfalls half aber ein päpstlicher Dispens. Ursprünglich waren nur Priester und Diakone Mitglieder eines Domkapitels. Seit Innozenz III. konnten auch Subdiakone Mitglied werden. Die Bestimmung des Konzils von Trient, dass mindestens die Hälfte der Kanoniker Priester sein sollte, wurde in Münster nie erreicht. Für den Beitritt zum Kapitel war nur die erste Tonsur nötig. Die Emanzipation, also die Mitgliedschaft mit allen Rechten, setzte die Weihe zum Subdiakon voraus. Erst damit hatte man die Chancen auf Ämter und zusätzliche Einkommensmöglichkeiten. Neben der Weihe war für die Emanzipation auch der Nachweis eines Studiums nötig. Dies geschah anfangs an der Domschule. Mit Aufkommen der Universitäten zunächst in Frankreich und Italien sollte das Studium dort für ein und später zwei Jahre erfolgen. Auch nach dem Entstehen von Universitäten in Deutschland blieb das Studium trans alpes Pflicht. Seit 1584 war auch das Studium am Collegium Germanicum in Rom möglich. Als in Münster selbst 1773 eine Universität entstanden war, reichte das Studium dort aus.

### Ständische Herkunft
Ursprünglich hatte es wohl keine festgelegten ständischen Begrenzungen für die Mitgliedschaft gegeben. Voraussetzung war lediglich die persönliche Freiheit. Dies änderte sich mit der Zunahme der ursprünglich unfreien Ministerialen. Auf Dauer konnte es nicht gelingen Mitgliedern der Ritterschaft den Zugang zu verweigern, zumal die Zahl der Edelfreien und der bäuerlichen Freien immer mehr zurückging. In der Folge dominierte der ritterbürtige Adel das Domkapitel bis zur Säkularisation. Erstmals wurde die ritterschaftliche Abstammung in einem Statut von 1392 festgelegt. Ausnahmen sollten akademisch gebildete Theologen sein. Diese Einschränkung war aber schon bei der päpstlichen und kaiserlichen Bestätigung der Statuten nicht mehr enthalten. Dieses Statut wurde in der Folge immer wieder erneuert. Der Nachweis des Adels erfolgte durch die Praxis der Aufschwörung. Dabei musste eine ausreichend große Zahl an ritterbürtigen Vorfahren nachgewiesen werden.
Umstritten war, inwieweit ein vom Kaiser verliehener Freiherrentitel die Möglichkeit zum Eintritt in das Kapitel ermöglichen würde. Letztlich wurde dies aber anerkannt. Im Jahr 1557 begann mit dem Erbmännerprozess ein jahrzehntelanger Konflikt, bei dem es darum ging, ob die Patrizier der Stadt Münster – die Erbmänner genannt wurden – dem ritterschaftlichen Adel gleichzusetzen waren. Dies hätte den Erbmännern den Weg ins Domkapitel weiterhin offengehalten. Langwierig und schwierig war die Frage, ob die Patrizier (Erbmänner) der Stadt Münster stiftsfähig waren oder nicht. In den ersten Jahrhunderten war dies noch möglich. Seit dem Statut von 1392 aber nicht mehr. Obwohl Erbmännerfamilien wie die Bischopinck oder die Droste zu Hülshoff ritterbürtig waren, kam es seit dem 16. Jahrhundert zum sogenannten Erbmännerstreit. Einen Erfolg erzielten die Erbmänner durch ein Urteil des Reichskammergerichts von 1685. Domkapitel und Ritterschaft legten Revision ein. Erst auf Drängen Karl VI. gab das Domkapitel 1714 nach. Auf diese Weise kamen Angehörige der Familien Kerckerinck zur Borg oder der Droste zu Hülshoff (wieder) zu Domherrenstellen.
Was die geographische Herkunft anging, stammte etwa die Hälfte der Domherren aus dem Hochstift Münster. Den zweitgrößten Anteil stellten Familien aus dem kurkölnischen Herzogtum Westfalen. Alle anderen Territorien stellten deutlich geringere Anteile. Nicht unüblich war es, dass ein Domherr in mehreren Domkapiteln Präbenden hatte. In den beiden letzten Jahrhunderten des Bestehens hatte Domherren in Münster insbesondere auch Stellen in Hildesheim, Paderborn und Osnabrück inne. Mit Abstand folgten Minden, Speyer, Lüttich, Köln und einzelne andere Orte. Von den insgesamt 339 Domherren in Münster hatten 221 auch mindestens eine zweite andere Stelle inne.

## Landstand und weltliche Herrschaftsbeteiligung
Mit der Teilung des Kirchenbesitzes zwischen Bischof und Domkapitel im Hochmittelalter, kam letzterem auch weltlicher Einfluss zu. Ein weiterer Faktor war, dass das Domkapitel eng mit dem höheren Adel und insbesondere mit der landsässigen Ritterschaft verbunden war. Damit nahm der Einfluss des Kapitels auf den Landtagen zu und sicherte ihm die Vorrangstellung vor den anderen Ständen also der Ritterschaft und den Ständen. Wichtige Rechte waren in den seit dem 14. Jahrhundert üblichen Wahlkapitulationen festgeschrieben. Die genaue Machtbalance zwischen Bischof und Domkapitel hing dabei insbesondere von den jeweiligen Persönlichkeiten ab. Unbestritten fiel dem Kapitel während der Sedisvakanz das Hoheitsrecht zu. Auch die bischöflichen Einkünfte flossen in dieser Zeit in die Kassen des Kapitels. Beim Trienter Konzil wurde festgelegt, dass acht Tage nach dem Tod des Bischofs oder der aus anderen Gründen beendeten Bischofsamt ein Kapitularvikar die Verwaltung zu übernehmen hätte. Zudem bestimmte das Kapitel einen Beauftragten zur Verwaltung der bischöflichen Besitzungen. Auch während seines Episkopats war der Fürstbischof verpflichtet, vor wichtigen Vermögensentscheidungen die Zustimmung des Domkapitels einzuholen. Die Rechte bei Vakanzen wurden zur Zeit Maximilian II. noch gestärkt. Das Domkapitel bekam 1568 das Recht alle Regalien, Gericht und Rechte des Bischofs für ein Jahr zu nutzen.
Auf den Landtagen des Hochstifts Münster nahm das Domkapitel den ersten Stand ein. Bei den Verhandlungen hatte es den Vorsitz. Zu vor übergab der Fürstbischof dem Domkapitel die Landtagsproposition und gab den Termin des Zusammentritts bekannt. Daraufhin fertige das Kapitel zusammen mit der Stadt Münster die Einladungsschreiben an die landtagsfähigen Ritter und Städte aus. Während der Verhandlungen äußerte sich das Kapitel zuerst. Für die Zeit der Verhandlungen standen dem Kapitel Diäten zu. Den Kommissionen des Landtages standen stets zwei Domherren vor. Auch bei Deputationen hatte ein Domherr den Vorsitz.
Bei der fürstbischöflichen Gesetzgebung sowohl im kirchlichen wie im weltlichen Bereich beanspruchte das Domkapitel Mitwirkungsrechte. Bei allen außenpolitischen Verträgen und sonstigen Abkommen waren Vertreter des Domkapitels hinzuzuziehen. Eine Abschrift des jeweiligen Vertrages sollte auch das Archiv des Domkapitels erhalten. In der Praxis verstießen die Fürstbischöfe in dieser Hinsicht häufig gegen die Rechte des Domkapitels.
Bei der Wahl von Äbten und Äbtissinnen hatte das Domkapitel unter anderem ein Recht auf Wahlprüfung. Den Diözesansynoden saß neben dem Generalvikar auch ein Domherr vor und die Beschlüsse mussten von Kapitel genehmigt werden. In späterer Zeit kam der Generalvikar im Übrigen meist auch aus dem Kapitel.
Im Bereich der Landesverwaltung stammten ursprünglich die wichtigsten Räte aus dem Domkapitel. Bei Abwesenheit vertrat den Bischof meist einer der Domherren. In Krisenzeiten und Phasen mit tiefgreifenden Konflikten zwischen den Ständen und dem Bischof zwang das Domkapitel den Landesherren, einen Rat zu akzeptieren. Manchmal kam es auch bei Sedisvakanzen zur Einsetzung eines solchen Rates. Ihm gehörten neben dem Vertreter der anderen Stände auch Mitglieder des Domkapitels an und den Vorsitz führte der Dompropst.
Im Gerichtswesen war das Domkapitel auf Grund seines Besitzes etwa in zwölf Kirchspielen einflussreich. Verschiedene Gogerichte so das von Bakenfeld beziehungsweise Senden, Telgte und Meest. Diese umfassten stets mehrere Kirchspiele. Auch an zahlreichen Markengerichten war das Kapitel beteiligt. Auf Basis der Grundherrschaft gehörte auch das Gericht Lüdinghausen zum Domkapitel. Hinzu kam die Gerichtsbarkeit im Immunitätsbezirk auf dem Domhof. Zur Verwaltung der Gogerichte und des Gerichts Lüdinghausen setzte das Kapitel weltliche Beamte wie Gografen oder Vögte ein. Teilweise hatte das Kapitel auch die Polizeigerichtsbarkeit.
Die Fürstbischöfe waren vor dem Hintergrund der Machtstellung des Kapitels bestrebt, dessen Einfluss zu begrenzen und sahen sich nach Verbündeten um. Insbesondere wandten sie sich der Ritterschaft zu. Zunehmend kamen die fürstbischöflichen Räte aus der Ritterschaft. Umgekehrt verbündete sich das Domkapitel seit 1275 mit der Stadt Münster.
Nachdem zur Zeit von Johann von Hoya Landesbehörden (nach Vorbild der Kurie Landesdikasterien genannt) eingeführt worden waren, beanspruchte das Domkapitel mit Besetzung der Präsidentenstellen etwa der Regierung (Geheimer Rat), der Hofkammer, dem geistlichen Gericht (Offizialat) und dem Hofgericht. Anfangs besetzten die Landesherren diese Posten auch mit Nichtmitgliedern des Domkapitels. Auf Dauer setzten sich zumeist die Domherren durch.
Bis in das Jahr 1790 wurden für das Domkapitel Münster Kupferkleinmünzen geprägt, die auf der Vorderseite meistens ein Knie- oder ein Brustbild des heiligen Paulus trugen. Die letzten 1 und 2 Pfenningemünzen trugen die Aufschrift MÜNSTER/DOM/CAPITUL.

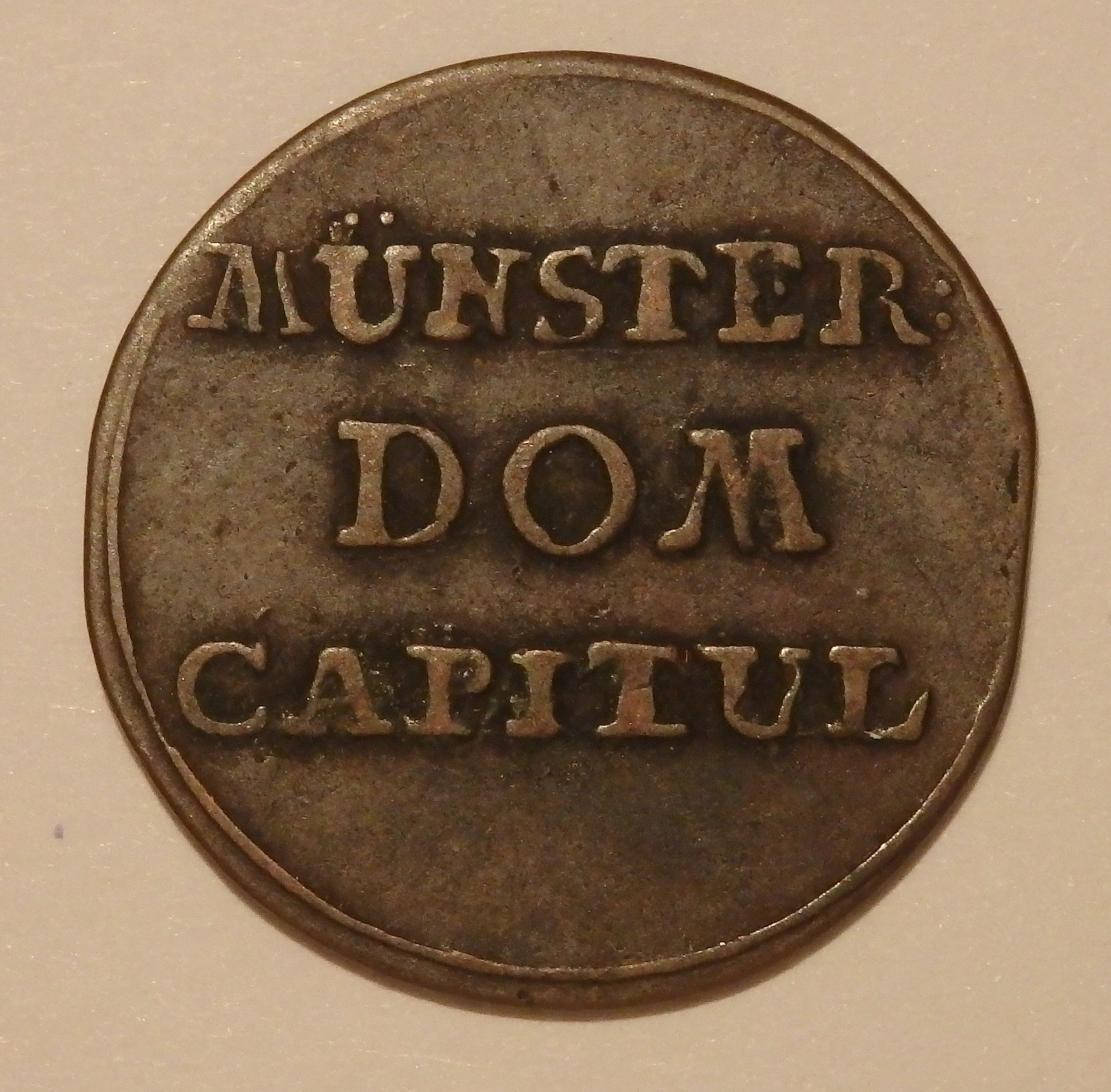
2 Pfenninge, Dom Kapitel Münster, Jahr 1790, Vorderseite

## Heutiges Domkapitel
Das heutige Domkapitel ist für die Verwaltung des Paulusdoms und die Gottesdienste zuständig. Es berät den Bischof und wählt einen Nachfolger. Mindestens vier Mal im Jahr finden Kapitelsitzungen statt. Insgesamt gehören dem Kapitel zehn in Münster residierende und weitere sechs nichtresidierende Domkapitulare an. Ernannt werden die Mitglieder vom Bischof nach Rücksprache mit dem Kapitel. Dem Gremium gehören auch die Weihbischöfe an. An der Spitze der Dignitäre steht der Dompropst. Ein weiteres Amt ist der Domdechant. Neben den ordentlichen Mitgliedern können Ehrendomherren ernannt werden. Domvikare sind für die gottesdienstlichen und pastoralen Aufgaben im Dom zuständig.